# Nomada erythrospila
Nomada erythrospila là một loài Hymenoptera trong họ Apidae. Loài này được Cockerell mô tả khoa học năm 1916.